# Primitiae Florae Essequeboensis
Primitiae Florae Essequeboensis (abreviado Prim. Fl. Esseq.) es un libro con ilustraciones y descripciones botánicas que fue escrita por el botánico alemán, (* 1782, Hanóver - 1856, Gotinga); Georg Friedrich Wilhelm Meyer que enseñó Ciencias forestales desde 1832 en la Universidad de Gotinga. Fue publicado en el año 1818 con el nombre de Primitiae Florae Essequeboensis adjectis descriptionibus centum circiter stirpium novarum, observationibusque criticis. Gottingae.